# Charles-François Panard

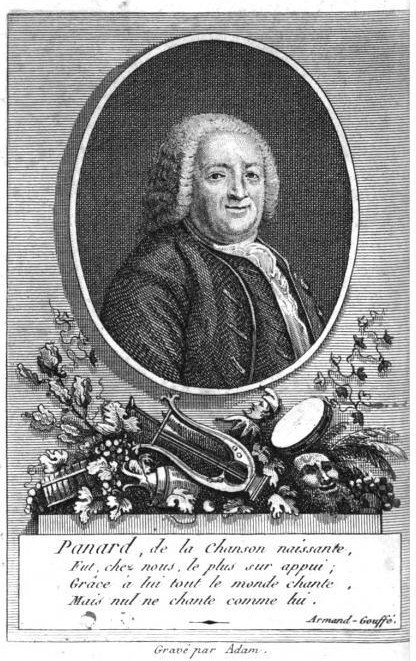
Charles-François Panard

Charles-François Panard (* 2. November 1689 in Courville-sur-Eure; † 13. Juni 1765 in Paris) war ein französischer Liederdichter und Dramatiker.

## Leben
Charles-François Panard zeigte seit früher Jugend ein großes Talent für die Dichtkunst. Jean-François Marmontel nennt ihn le père de la chanson morale et La Fontaine du Vaudeville. Für die letztere, sehr beliebte Gattung französischer Theaterstücke besaß er eine vorzügliche Begabung. Für die Bühne schrieb er 13 komische Opern und fünf Lustspiele, die erfolgreich waren und als heitere und wohlwollende Satire Sittenkritik übten. Außerdem zeigte er sich als lyrischer Dichter von einer nicht unvorteilhaften Seite in Fabeln, anakreontischen Oden, Sinngedichten, Madrigalen, Allegorien und Kantaten. Er lebte von der Unterstützung seiner Freunde und vornehmer Gönner, die er mit Versen bezahlte, war Mitglied der Société du Caveau und soll seine meisten Lieder im Rausch gedichtet haben.
Zwar finden sich in seinen Gedichten manche Anstöße gegen die Sprache und Poesie; doch wird man dafür schadlos gehalten durch die Leichtigkeit der Versifikation, durch ein tiefes Gefühl und eine gesunde Philosophie. Diese Vorzüge vereint u. a. eines seiner Gedichte, in dem er schildert, worauf nach seiner Ansicht die Annehmlichkeiten des Lebens beruhen. Seine Werke wurden gesammelt unter dem Titel Théâtre et œuvres diverses (4 Bde., Paris 1764), eine Auswahl wurde von A. Goufflé als Œuvres choisies (3 Bde., 1803) herausgegeben.
Charakterlich war Panard ein uneigennütziger, rechtschaffener, sanftmütiger und anspruchsloser Mann. Seine Schüchternheit und die Diskretion, mit der er in der Unterhaltung wie in seinen Schriften jedes Wort sorgsam abwog, erinnerten an ähnliche Züge in La Fontaines Charakter.

## Ausgewählte Werke

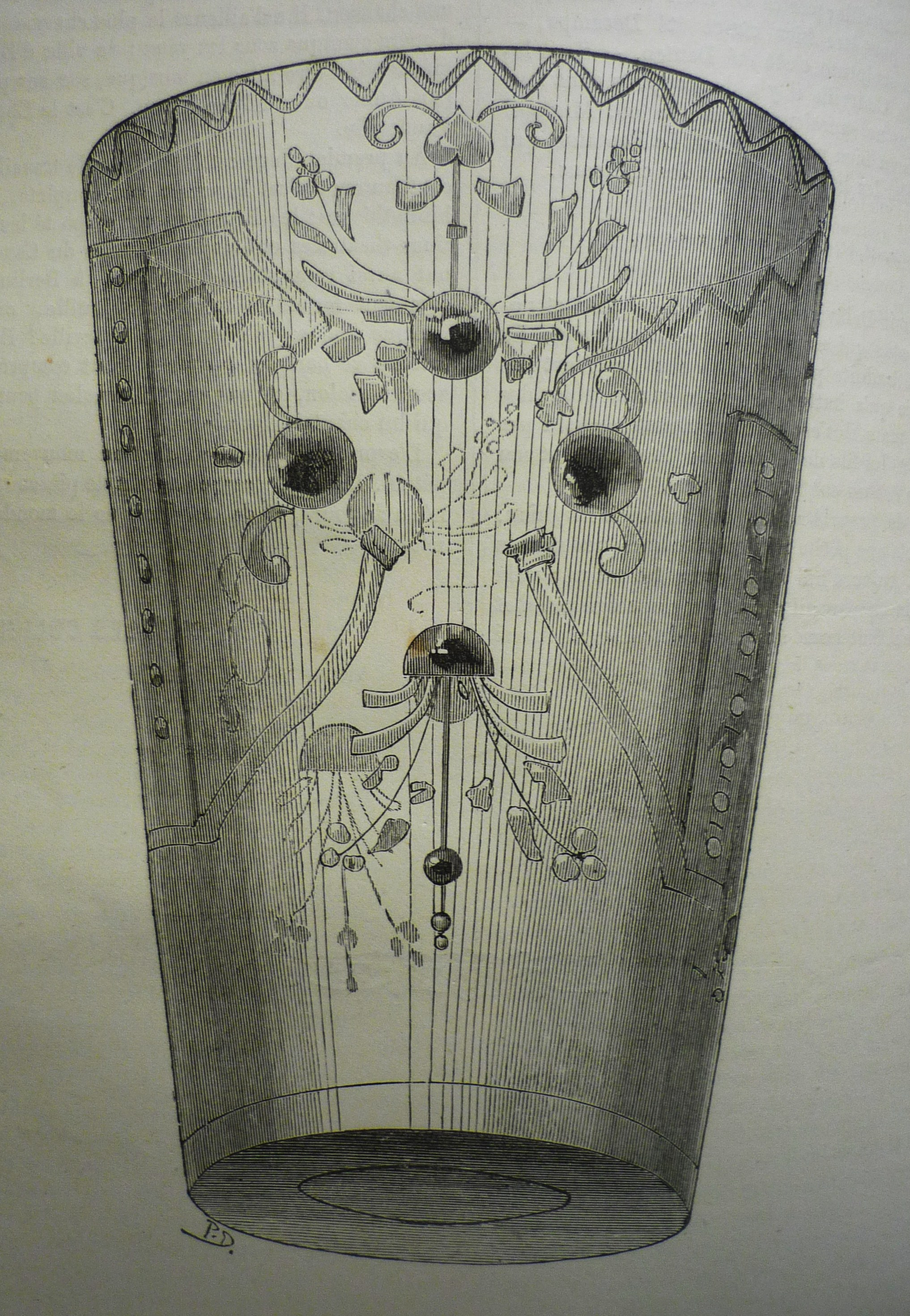
Panards Glas, Kultreliquie der Société du Caveau

- Le Tour de Carnaval, einaktige Komödie in Prosa, 1731
- Les Acteurs déplacés, 1737, einaktige Komödie in Prosa.1737
- Les Fêtes sincères et l’heureux retour, einaktige Komödie in freien Versen, 1744
- Pygmalion, einaktige komische Oper, 1744
- Roland, einaktige komische Oper, 1744
- Le Magasin des modernes, einaktige komische Oper, 1746
- L’Impromotu des acteurs, einaktige Komödie in freien Versen, 1747
- Les Tableaux, einaktige Komödie in freien Versen, 1747
- Zéphir et Fleurette, einaktige komische Oper, mit Pierre Laujon und Charles-Simon Favart, 1754 (Parodie von Zélindor von François-Augustin Paradis de Moncrif)
- Le Nouvelliste dupé, einaktige komische Oper, 1757
- L'Écosseuse, einaktige komische Oper, mit Louis Anseaume, 1762 (Parodie von L’Écossaise von Voltaire)